# Meta AI
Meta AI est une société détenue par Meta (anciennement Facebook) qui développe des technologies d'intelligence artificielle et de réalité augmentée et artificielle. Meta AI se considère comme un laboratoire de recherche universitaire, axé sur la génération de connaissances pour la communauté de l'IA, et ne doit pas être confondu avec l'équipe d'apprentissage automatique appliqué (AML) de Meta, qui se concentre sur les applications pratiques de ses produits.

## Histoire
Le laboratoire est fondé sous le nom de Facebook Artificial Intelligence Research (FAIR) avec des sites au siège de Menlo Park, en Californie, à Londres, au Royaume-Uni, et un nouveau laboratoire à Manhattan. Ce laboratoire, officiellement annoncé en septembre 2013, est initialement dirigé par Yann LeCun de l'université de New York, professeur d'apprentissage profond et lauréat du prix Turing. En collaboration avec le Center for Data Science de l'université de New York, l'objectif initial de FAIR est de faire des recherches sur la science des données, l'apprentissage automatique et l'intelligence artificielle et de « comprendre l'intelligence, de découvrir ses principes fondamentaux et de rendre les machines beaucoup plus intelligentes ». Les recherches menées au sein du FAIR sont les pionniers de la technologie qui conduit à la reconnaissance faciale, au marquage sur les photographies et à la recommandation de flux personnalisés. Vladimir Vapnik, pionnier de l’apprentissage statistique, rejoint FAIR en 2014. Il est le co-inventeur de la machine à vecteurs de support et l'un des développeurs de la théorie de Vapnik-Chervonenkis .
FAIR ouvre un centre de recherche à Paris, en France, en 2015, et lance ensuite des laboratoires de recherche satellites plus petits à Seattle, Pittsburgh, Tel Aviv, Montréal et Londres. En 2016, FAIR s'associe à Google, Amazon, IBM et Microsoft pour créer le Partenariat sur l'intelligence artificielle au profit des personnes et de la société, une organisation axée sur la recherche sous licence ouverte, soutenant des pratiques de recherche éthiques et efficaces et discutant d'équité, d'inclusivité et de transparence.
En 2018, Jérôme Pesenti, ancien CTO du groupe Big Data d'IBM, assume le rôle de président de FAIR, tandis que Yann LeCun démissionne pour occuper le poste de scientifique en chef de l'IA. En 2018, FAIR est classé 25e dans le classement de la recherche en IA 2019, qui classe les principales organisations mondiales menant des recherches en IA. FAIR se hisse rapidement à la huitième position en 2019, et maintient sa huitième position au classement 2020. FAIR compte environ 200 employés en 2018 et a pour objectif de doubler ce nombre d'ici 2020.
Les premiers travaux de FAIR comprenaient des recherches sur les réseaux de mémoire basés sur des modèles d'apprentissage, l'apprentissage auto-supervisé et les réseaux antagonistes génératifs, la classification et la traduction de textes, ainsi que la vision par ordinateur. FAIR publie en 2017 des modules d'apprentissage en profondeur Torch ainsi que PyTorch, un framework d'apprentissage automatique open source, qui est ensuite utilisé dans plusieurs technologies d'apprentissage en profondeur (deep learning), telles que le pilote automatique de Tesla et Pyro d'Uber. En 2017, FAIR interrompt un projet de recherche après que des robots d'IA développent un langage inintelligible pour les humains, suscitant des conversations sur la peur dystopique d'une intelligence artificielle hors de contrôle (superintelligence). Cependant, FAIR précise que la recherche est interrompue parce qu'elle a atteint son objectif initial de comprendre comment les langues sont générées, plutôt que par peur.
FAIR est renommé Meta AI à la suite du changement de marque qui a changé Facebook, Inc. en Meta Platforms Inc..
En 2022, Meta AI prédit la forme 3D de 600 millions de protéines potentielles en deux semaines.

## Recherches actuelles

### Traitement du langage naturel et IA conversationnelle
La communication par intelligence artificielle nécessite une machine capable de comprendre le langage naturel et de générer un langage naturel. Meta AI cherche à améliorer ces technologies pour améliorer la communication sécurisée, quelle que soit la langue parlée par l'utilisateur. Une tâche centrale consiste donc à généraliser la technologie de traitement du langage naturel (TAL) à d’autres langues. À ce titre, Meta AI travaille activement sur la traduction automatique non supervisée,. Meta AI cherche à améliorer les interfaces en langage naturel en développant des aspects du dialogue bavard tels que la répétition, la spécificité, la pertinence des réponses et la pose de questions, en incorporant la personnalité dans le sous-titrage des images, et en générant un langage basé sur la créativité.
En novembre 2022, un grand modèle de langage conçu pour générer du texte scientifique, Galactica, est publié. Meta retire Galactica le 17 novembre en raison de son caractère offensant et de son imprécision. Avant l'annulation, les chercheurs travaillaient sur Galactica Instruct, qui utiliserait le réglage des instructions pour permettre au modèle de suivre les instructions pour manipuler les documents LaTeX sur Overleaf.

#### LLaMA
En février 2023, Meta AI lance LLaMA (Large Language Model Meta AI), un grand modèle linguistique allant de 7 à 65 milliards de paramètres.

### Matériel
Jusqu'en 2022, Meta AI utilise principalement le CPU et la puce personnalisée interne comme matériel, avant de finalement passer au GPU Nvidia. Cela nécessite une refonte complète de plusieurs centres de données, car ils avaient besoin d'une capacité réseau 24 à 32 fois supérieure et de nouveaux systèmes de refroidissement liquide.

#### MTIA v1
Le MTIA v1 est l'accélérateur d'entraînement et d'inférence d'IA de première génération de Meta, développé spécifiquement pour les charges de travail de recommandation de Meta. Il est fabriqué à l'aide de la technologie de processus 7 nm de TSMC et fonctionne à une fréquence de 800 MHz. En termes de puissance de traitement, l'accélérateur fournit 102,4 TOPS avec une précision INT8 et 51,2 TFLOPS avec une précision FP16, tout en maintenant une puissance de conception thermique (TDP) de 25 W.
Meta AI offre aux utilisateurs des options pour personnaliser leur interaction avec ses fonctionnalités. Les utilisateurs peuvent désactiver le chatbot IA sur des plateformes comme Facebook, Instagram et WhatsApp, interrompant temporairement les notifications du chatbot. Certaines plateformes offrent également la possibilité de masquer certains éléments d’IA de leur interface. Pour localiser les paramètres pertinents, les utilisateurs peuvent consulter la documentation d'aide de la plateforme ou le menu des paramètres.

### Démonstration de théorèmes mathématiques
En 2022, Meta créé une méthode de preuve de théorèmes mathématiques appelée HyperTree Proof Search (HTPS), qui génère avec succès des tests de 10 problèmes de l'Olympiade mathématique internationale en Lean.

#### Préoccupations
Depuis mai 2024, le chatbot Meta AI résume l'actualité de divers médias sans créer de lien direct vers les articles originaux, y compris au Canada, où les liens vers l'actualité sont interdits sur ses plateformes. Cette utilisation de contenus d'actualité sans compensation soulève des préoccupations éthiques et juridiques, d'autant plus que Meta continue de réduire la visibilité des actualités sur ses plateformes.

## Utilisations
Le 27 septembre 2023, Meta AI est préinstallé sur la deuxième génération de lunettes intelligentes Ray-Ban Meta, comme assistant vocal, et le 23 avril 2024, une mise à jour y permet une entrée multimodale via la vision par ordinateur. Le 23 juillet 2024, Meta annonce que Meta AI avec Vision serait intégré au Meta Quest 3 (en) pour la détection d'objets physiques en mode passthrough, remplaçant l'ancien logiciel d'assistant vocal du Meta Horizon OS.
Après une courte période de bêta test, Meta AI est intégrée dans Whatsapp et instagram, puis dans Facebook, Messenger et Threads, pour tous les utilisateurs, en soulevant des préoccupations en matière de transparence et de protection des données : par exemple, Adrianus Warmenhoven (de NordVPN) estime que cette IA est conçue pour maximiser l’engagement de l'utilisateur, plus que pour être clairement identifiable, qu'elle collecte passivement des données comportementales, et peut être utilisée sans consentement explicite, ni possibilité de régler les paramètres de l'IA alors que par exemple dans Instagram, « l'activité de votre fil d'actualité devient une donnée d'entraînement, que vous l'acceptiez ou non » ; ce qui entraîne des risques (différenciés selon la plateforme). Warmenhoven plaide pour une option universelle d’opt-in/opt-out permettant d'activer/désactiver les fonctions d'IA (dont les discussions ne sont pas cryptées) sur toutes les plateformes de Meta ; et une communication claire sur l’usage des données collectées afin de préserver la confiance des utilisateurs.

## Pays disponibles
Meta AI en anglais est disponible dans plus d'une douzaine de pays en dehors des États-Unis. Désormais, les gens auront accès à Meta AI en Argentine, en Australie, au Brésil, en Bolivie, au Cameroun, au Canada, au Chili, en Colombie, en Équateur, au Ghana, au Guatemala, en Jamaïque, au Malawi, au Mexique, en Nouvelle-Zélande, au Nigéria, au Pakistan, au Paraguay, au Pérou, aux Philippines, à Singapour, en Afrique du Sud, au Royaume-Uni, en Ouganda, en Zambie et au Zimbabwe,.